# Лаура Далмајер
Лаура Далмајер (Гармиш-Партенкирхен, 22. август 1993 — Hushe Valley, 28. јул 2025) била је немачка биатлонка.
На Европском фестивалу младих у Либерецу 2011. освојила је три златне медаље, а на Светском јуниорском првенству исте године једно сребро и две бронзе. На Светском првенству за јуниоре 2013. у Обертилиаху дошла је до три злата.
На Светском сениорском првенству дебитовала је 2013. као део штафете Немачке која је заузела пето место. Немачку је представљала на Олимпијским играма у Сочију 2014. Најбољи пласман остварила је са немачком штафетом заузевши 11. место.
На Светском првенству 2015. освојила је злато са Немачком штафетом и сребро у потери. Наредне године, на Светском првенству у Ослу 2016. освојила је пет медаља, злато у потери, сребро у масовном старту, и бронзе у појединачној трци, спринту и штафети. Светско првенство 2017. било је још успешније за Далмајер, освојила је медаље у свих шест дисциплина од којих пет златних, у појединачној трци, потери, масовном старту, женској и мешовитој штафети, и сребро у спринту.
На Олимпијским играма у Пјонгчангу 2018. дошла је до злата у спринту и потери, а бронзу у појединачној трци на 15 km.
Далмајер је победница Светског купа у сезони 2016–17.